# Brunch

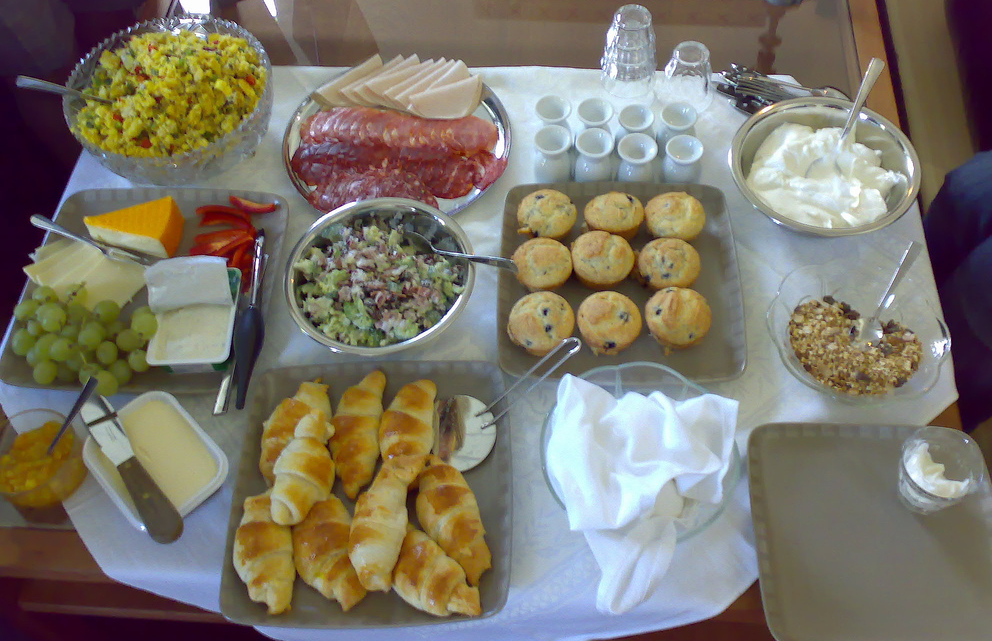
Bufetový stůl pro brunch (Kodaň)

Brunch [branč] je anglické označení pro přesnídávku, jídlo pozdního rána nebo časného dopoledne (od 10 do 13 hodin). Jídlo bývá vhodné jak k snídani, tak k obědu: začíná se kávou nebo čajem, podává se pečivo, vejce, šunka, sýr, ovoce atd. Lze je také označit jako pozdní snídani. Velmi oblíbený je víkendový brunch podávaný v restauracích, který může trvat i několik hodin.

## Etymologie slova
Slovo je spojení slov breakfast (snídaně) a lunch (oběd). Doslovně se dá přeložit jako „svačinka“. Výraz brunch se poprvé objevil na jídelním lístku koncem 90. let 19. století a poté se vžil, hlavně ve slovníku studentů. Po roce 1930 se velmi rozšířil v USA.